# Estação Santa Cecília
A Estação Santa Cecília é uma estação da Linha 3–Vermelha do Metrô de São Paulo. Foi inaugurada no dia 10 de dezembro de 1983. Está localizada no Largo Santa Cecília, s/n.

## História

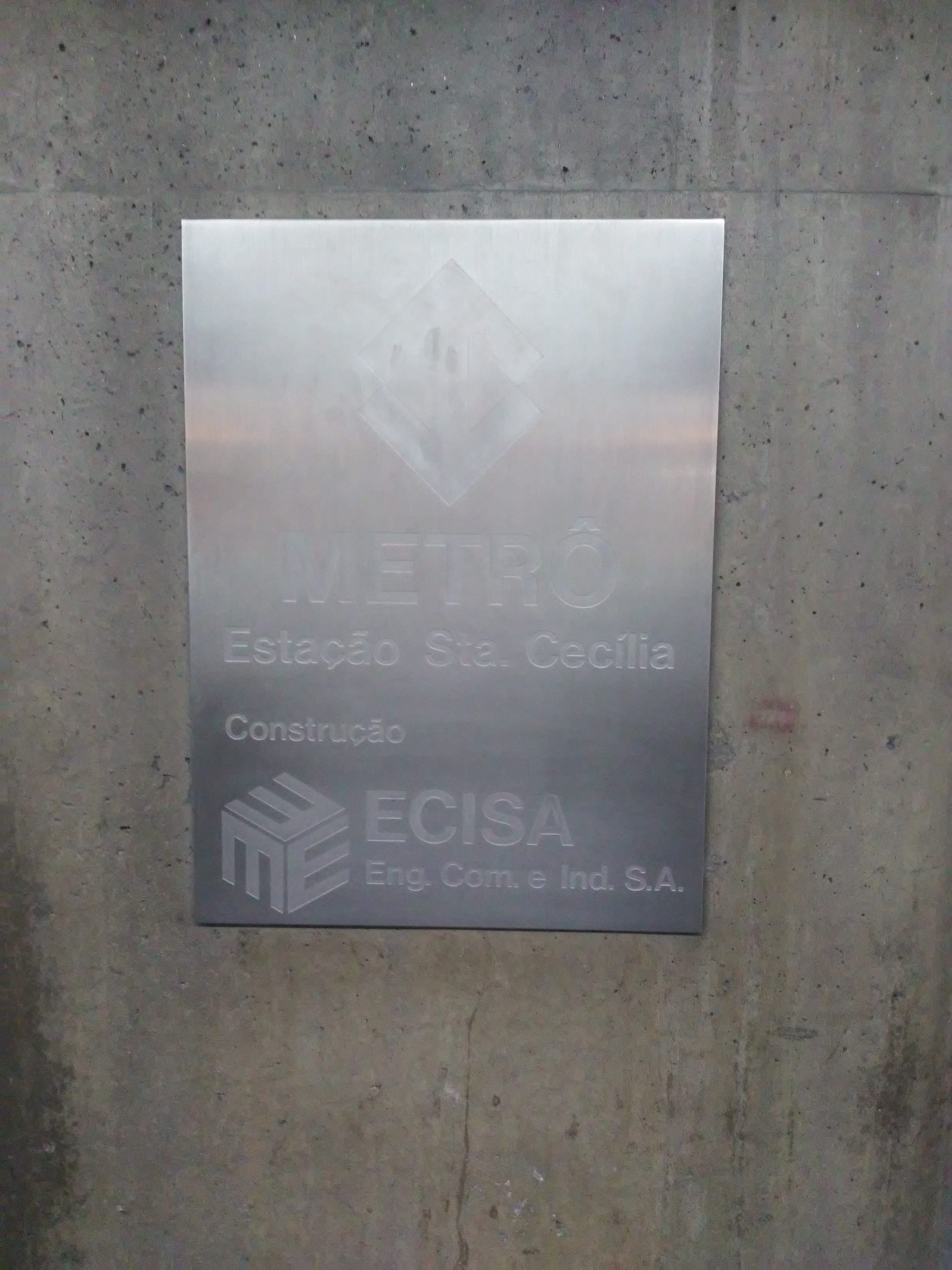
Placa da construtora ECISA, instalada na Estação Santa Cecília

A Estação Santa Cecília surgiu no segundo projeto da Linha Leste-Oeste, realizado entre 1973 e 1978, substituindo a estação projetada Duque de Caxias. Projetada pelo arquiteto Roberto MacFadden, suas obras foram contratadas pela Companhia do Metropolitano de São Paulo junto à construtora Engenharia, Comércio e Indústria S/A (ECISA), em 1980.
Assim como Marechal Deodoro, Santa Cecília foi construída sob o Elevado Presidente João Goulart em funcionamento. A complexidade da realização das obras (que obrigaram a remoção das estacas franki do pilar 24 do elevado e a transferência de carga para a passagem do túnel), cuja promessa de conclusão era para fins de 1982, fez com que ocorressem atrasos.
A estação foi entregue em 10 de dezembro de 1983.

## Características
Estação subterrânea com mezanino de distribuição e plataformas laterais com estrutura em concreto aparente e aberturas para iluminação natural. Possui acesso para pessoas portadoras de deficiência física. Não possui escadas rolantes; seu acesso é feito por rampas nas entradas e internamente por escadas normais, porém bem acessível para cadeirantes por um elevador especial.
Tem uma capacidade de até 20.000 passageiros por hora nos horários de pico, e uma área construída de 10.680 metros quadrados.

## Tabela
| Linha      | Terminais                                    | Estações | Principais destinos                                                                                         | Duração das viagens (min) | Intervalo entre trens (min) | Funcionamento                                                        |
| ---------- | -------------------------------------------- | -------- | --- | ------------------------- | --------------------------- | -------------------------------------------------------------------- |
| 3 Vermelha | Palmeiras–Barra Funda ↔ Corinthians–Itaquera | 18       | Barra Funda, Santa Cecília, República, Sé, Brás, Belém, Tatuapé, Penha, Vila Matilde, Artur Alvim, Itaquera | 40                        | 2                           | Diariamente, das 4h40 à 0 hora. Aos sábados, até a 1 hora de domingo |

| Sigla | Estação       | Inauguração            | Capacidade                   | Integração               | Plataformas | Posição     | Notas                                      |
| ----- | ------------- | ---------------------- | ---------------------------- | ------------------------ | ----------- | ----------- | ------------------------------------------ |
| CEC   | Santa Cecília | 10 de dezembro de 1983 | 20 mil passageiros hora/pico | Bilhete Único da SPTrans | Laterais    | Subterrânea | Estação com estrutura de concreto aparente |